# サイイド・ムハンマド・アブドゥラー・ハッサン
サイイド・ムハンマド・アブドゥラー・ハッサン（ソマリ語: Sayid Maxamed Cabdille Xasan, アラビア語: محمّد عبد اللّه حسّان, Sayyīd Muhammad `Abd Allāh al-Hasan, Mohammed Abdullah Hassan、1856年4月7日 - 1920年12月21日）は20世紀初頭のソマリアでイギリスからの独立運動を起こした宗教家、政治家。サイイド・ムハンマドの独立運動は20年にもおよび、イギリスからは「狂気のムッラー（Mad Mullah）」と呼ばれた。ムハンマドの起こした独立運動はサイイド・ムハンマドの反乱、あるいはマッド・ムッラー運動と呼ばれている。

## 家系と修行時代
ムハンマドは1856年4月7日、エチオピア・オガデン地方のサマデークの谷(Sa'Madeeq)で生まれた。ソマリア北部キリット(Kirrit)の生まれとする説もある。
ソマリ族にとって家系は重要な意味を持つ。ムハンマドの曽祖父シャイフ・イスマン(Sheikh Ismaan)はソマリ族の大氏族ダロッドの支族であるオガデン族 (Ogaden) 出身で、シェベリ川下流の町バルデ(Barde)に生まれた。イスマンは、シェベリ川上流の町ケラフォ (Kelafo) （現エチオピア）に住んでいたが、後にジュバ川沿いの町バルデラに移り住んだ。ムハンマドの祖父ハサン・ヌール(Hasan Nur)はソマリア北東部（後のイギリス領ソマリランド東部）のダロッドの支族デュルバハンテ族 (Dhulbahante) の居住地区に移り住み、宗教関係施設をいくつか作り、礼拝を行った。
ムハンマドの父のアブディル(Abdille)もシャイフとなった。アブディルはデュルバハンテ族の女数人と結婚し、子供を30人作った。ムハンマドの母チミロ・サデ(Timiro Sade)はデュルバハンテ族の支族アリ・ゲリ族の出身で、この氏族はオガデン族との関連も深かった。
ムハンマドは、アブディルの末子として生まれた。ムハンマドの家系はオガデン族バー・ゲリ族(Bah Geri)レールハマー(Reer Xamar)になるが、デュルバハンテの遊牧民として育った。デュルバハンテの遊牧民はラクダとウマの扱いがうまく、戦士としても優秀だった。ムハンマドは特に母方の祖父サデ・モガン（Sade Mogan)を敬愛した。ムハンマドは優秀な騎士となり、11歳にはクルアーンを暗誦してハーフィズと認められた。その後もムハンマドは宗教的研鑽を続け、19歳でシャイフの称号を得た。
1875年、ムハンマドの祖父が急死した。同じ年、ムハンマドはクルアーンの教師として働き始めた。2年後、さらなるイスラーム教の研究のために職を辞し、ハラール (エチオピア)、モガディシュ、スーダンなどを巡った。ムハンマドが師とした者はソマリ族やアラブ人など72人に上る。1891年、ムハンマドは帰郷し、オガデン族の女性と結婚した。3年後、30歳となったムハンマドらはおじ2人を含む13家族と共にハッジ（巡礼）のためメッカに向かった。彼らは1年半メッカにとどまって、スーダン出身の神秘主義者モハメッド・サーリフ(Mohammed Salih)に学んだ。モハメッド・サーリフは「サーリヒーヤの教え」(Saalihiya)を授け、ムハンマドはこの影響を大きく受けた。

## 布教活動
1895年、ムハンマドはソマリアに戻り、まずは北岸の町ベルベラに着いた。当時、ソマリア北部の族長達はイギリスと個別に協定を結んでおり、ムハンマドらが来る10年ほど前からイギリス領同然となっていた。ベルベラは対岸イエメンのアデン経由でインドに食肉を輸出しており、「アデンの肉屋」（Aden's butcher's shop)と呼ばれていた。ムハンマドはベルベラで、サーリヒーヤの教えを広める教団（後のサーリヒーヤ団）を作り、布教に努めた。しかしムハンマドらは人々にカートとヒツジの尾の脂身を好んで食べるのやめるよう主張したため、ベルベラではサーリヒーヤの教えは広まらなかった。
一方アドワの戦いでイタリアに勝利したエチオピア皇帝メネリク2世は、1897年、将軍ラス・マコネン (Ras Makonnen) を派遣して南東にあるソマリ族の住む地区オガデンを占領した。イギリスはアフリカ東部の権益を狙うイタリアを牽制するため、エチオピアを支援した。イギリスにとってソマリアの価値はあくまでも貿易中継地であり、ソマリア内陸には興味が無かった。
同じ1897年、ムハンマドらサーリヒーヤ団はデュルバハンテ族の元に戻るため、ベルベラを離れた。途中、ムハンマドはカトリック教会の世話を受けているソマリ族の孤児に出会い、その子が「我が父は神である」と答えるのを聞いて、ソマリアにキリスト教が広まっているのを危惧した。また1899年、ムハンマドはイギリス軍兵士と出会い、彼らから銃を買った。ところがその銃はイギリス軍から兵士への貸与品であり、兵士は上司に対して銃を売ったのではなく盗まれたのだと主張した。それでイギリス軍の下士官がムハンマドに対し、銃を返すようにとの高圧的な文書を送りつけたため、ムハンマドはこれに怒り、自然、ムハンマドの布教活動はイギリスやキリスト教国であるエチオピアに批判的なものとなった。エチオピア政府やイギリス行政府はムハンマドの布教活動を妨害した。

## ダラーウィーシュ国の始まり
ムハンマドは演説や詩の中で、キリスト教徒がイスラーム教文化を破壊し、ソマリ族の子供たちをキリスト教化しているとして批判した。また、キリスト教国のエチオピアとイギリスの同盟はソマリアにとって脅威だと述べ、イスラームの危機をキリスト教徒の侵略者から守るのが最優先事項である、これはジハードであり、問題はソマリ族が一致団結していないことであり、共に戦わないのは不信心者だ、と論じた。ムハンマドはブルコを拠点にイギリスからの独立と国内統一を表明し、トルコやスーダンから武器を手に入れ、ソマリア各地の賛同者をダラーウィーシュ国の役人に任じた。ムハンマドは軍組織も整備し、イスラームの修行僧ダルヴィーシュに倣って清貧を重視し、自らの国もダラーウィーシュ（Daraawiish）と名付けた。その性格はサーリヒーヤ団の組織を基礎とした厳正な階級制中央集権国家だった。
ムハンマドはキリスト教徒を海に追い落とすことを宣言し、まずは自分らの住む地域に駐留しているイギリス兵に対し、ライフル20丁で武装した1500人の兵で攻撃した。さらにソマリア中のソマリ族に使者を送って参加を呼びかけ、イエメンにも使者を送って協力を要請した。
1900年、エチオピアから派遣された一団は、ムハンマドを生死問わず逮捕するよう命を受け、その一環としてオガデン族のマハメド・スベール (Maxamed-Subeer) からラクダ多数を略奪した。スベールから救援の要請を受けたムハンマドは3月4日、エチオピアの一団をジジガ (Jijiga) （現エチオピア国内）で攻撃し、略奪されたラクダ全てを奪い返した。この戦いの勝利はムハンマドに自信を与え、周囲の評判も上がった。6月になると、ムハンマドはイギリスと協力関係にあったソマリ族イサック支族の一派を襲撃し、ラクダ約2000頭を略奪した。これらの戦いの勝利でムハンマドはオガデン族の間での評判が高まった。ムハンマドはオガデン族の有力な族長の娘と結婚し、さらに妹トーヒャー・シャイハ・アドビルをオガデン族マハメド・スベール族 (Maxamed-Subeer) の有力者アブディ・モハメド・ワーレ(Abdi Mohammed Waale)に嫁がせた。
ところが、ムハンマドの独裁的なやり方に不満を持つマハメド・スベールの族長フッセン・ヒルシ・ダラ・イルジェッハ(Hussen Hirsi Dala Iljech')がムハンマドらを襲い、ダラーウィーシュ国の首相であり友人のアウ・アッバス(Aw 'Abbas)が殺害され、ムハンマドは逃亡した。数週間後、マハメド・スベール族は和解するために使者32人を送ったが、ムハンマドはこれを逮捕して全員処刑した。これに驚いたマハメド・スベール族がエチオピアの援助を要請したため、ムハンマドらは根拠地をイギリス領ソマリランド東部のヌガール (Nugaal) に移した。

## エチオピア、イギリス、イタリア連合軍との対立
ヌガールに移ったムハンマドは、デュルバハンテ族から人手を集め、勢力を復活した。このころからムハンマドはサイイドの称号で呼ばれるようになった。
1900年の末、エチオピア皇帝メネリク2世はイギリスに働きかけ、共同でダラーウィーシュを攻撃することを提案した。イギリスはそれに応じ、スワイン中佐(E.J. Swayne)にヨーロッパ人顧問20人とにソマリ兵1500を与え、1901年5月22日にイギリス領ソマリランド中部の町ブルコから出発した。エチオピアもそれに合わせて兵1万5千を送った。対するダラーウィーシュ軍は兵力2万であり、その4割が騎兵だった。
1901年から1904年にかけてはダラーウィーシュ軍が優勢で、イギリス軍とエチオピア軍、さらにはイタリア軍にまで大きな損害を与えた。これには、1900年から1902年にかけて、イギリスが南アフリカで第二次ボーア戦争を戦っていたために、ソマリアにまで手が回らなかったからという事情もある。このような情勢のため、ムハンマドを宗教的な指導者とは認めなかった他のソマリ族も続々とムハンマドへの協力を表明した。
1904年1月9日にイギリスの将軍チャールズ・エガートン (Charles Egerton) がジダーリ平原にてダラーウィーシュ軍7千を殺す勝利を収め、ムハンマドらはマジーティーン族 (Majeerteen) の支配地に逃亡し、3月21日にイリグ（現エイル）に到着、以後数年間はここを拠点とした。1910年頃には、ムハンマドの横暴に怒った600人が大木の下で密会の上、離脱する事件が起こっている。ムハンマドはこれに怒り「大木の下での密会（Anjeel tale waa）」と題する詩を作っている。しかしイギリスはムハンマドらに決定的なダメージを与えることはできず、ムハンマドらの本拠地であるヌガールを、イタリアの保護下に置かれることを条件に自治権を認め、イギリスとムハンマドは一時的に和解した。

## 南部への広がり
ムハンマドはソマリア南部でも協力者を募り、ダロッドの支族マレハン族 (Marehan) を参加させるのに成功した。マレハン族が居住しているのはバルデラ}からドーロあたりにかけてのジュバ川流域と、その南部にあるタナ川（現ケニア） (Tana River) の間の辺りであり、この協力によりソマリア南部もダラーウィーシュの領域に入ることになった。ただしマハレンは支族同士の勢力関係が複雑で、マハレンの支族レル・グリ(Rer Guri)はジュバ川からタナ川にかけての草原で放牧生活をしていたが、北部に住む別のマハレンの支族ガルティ(Galti)とは対立関係にあった。また、ゲド地区北部で首長をしていたアリ・デーレ(Ali Dheere)とレル・グリとは協力関係にあった。このような事情もあり、また、マハレンはそれまで大きな戦闘とは無縁であったため、イギリス軍やエチオピアを背後から牽制できるほどの力にはならなかった。また、ムハンマドは自身の出身氏族オガデンについても全ての部族から協力を得ているわけではなかった。

## 最盛期

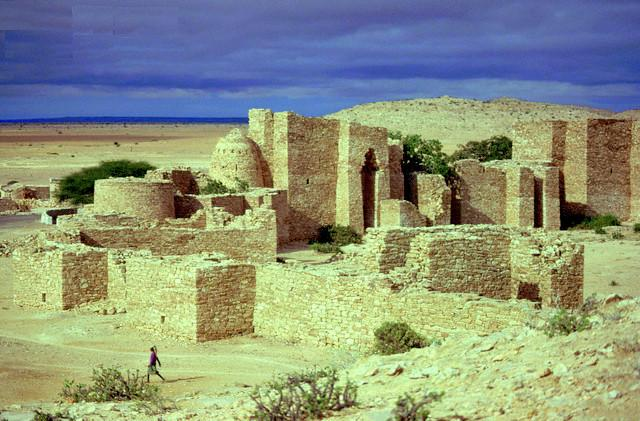
タレーにあったムハンマドの砦

ムハンマドとイギリスの戦いは1908年に再開した。1910年から1914年の間、ムハンマドは拠点をヌガール地区のイリグからタレーに移した。ムハンマドはタレーに石造りの砦を3つ作り、自身のためにも豪華な宮殿を建設した。ダラーウィーシュは1913年までにワルサンガリ族 (Warsangali) の住むジルダリからミラシ（現ソマリア北部）、オガデン族の住むワルデルからクオラヒー（Gorahai）（現エチオピア）、ベレトウェイン（現ソマリア中部）など各地に砦を作り、ソマリ族の居住地区のほぼ全てを支配した。1913年8月9日にはイギリス領ソマリランドの主要都市ブルコから30マイル (48 km)南西の「黒い丘」でイサック族の支族ハバー・ヨーニス族が作るソマリランドラクダ警備隊110名を襲い、隊長のイギリス人リチャード・コーフィールド (Richard Corfield) 大佐を含む57名を死傷させた。ムハンマドはこの勝利を記念して、「リチャード・コーフィールドの死」と題する詩を作っている。同年、ダラーウィーシュはかつて初めての布教を行った町ベルベラを襲い、略奪と破壊を行った。
1914年、イギリスはダラーウィーシュに対抗するため、警備隊を拡張してソマリランドラクダ部隊 (Somaliland Camel Corps) を作った。デ・ウィアートやイズメイをスタッフとするイギリス軍本体も駐留していたが、第一次世界大戦が勃発してからは引き上げている。ムハンマドらは第一次世界大戦を背景に、オスマン帝国とドイツの協力を得てイギリスの施設を攻撃した。イギリスが石でできた基地を作っていたにもかかわらず、ムハンマドらはここを襲い、略奪と殺害を行っている。また、当時ベルベラより西はオスマン帝国が支配していたが、第一次世界大戦の結果、ここからオスマン帝国が引き上げている。

## 敗北と死
1920年初頭、イギリス軍は無差別爆撃と陸上攻撃でダラーウィーシュを攻撃し、大勝利を得た。バハン、ジダリ(Jidali)、タレーなど各地でムハンマドらは大損害を受け、オガデンに逃亡し、オガデン族の協力を得ることで軍の建て直しを図った。イギリスは和平交渉のための使者団を派遣し、イギリス領ソマリランドの西部に土地を与えると持ちかけてきたが、ムハンマドはその提案を跳ね除け、帰路の使者団を襲わせさえした。
その後、オガデンの地を天然痘と牛疫が襲い、ダラーウィーシュの半数近くが被害を受けた。イギリスはその期を逃さず、ソマリア人ハージ・ワラーベ(Haaji Waraabe)らを派遣し、残りのダラーウィーシュを叩きのめした。ハージ・ワラーベはこの戦いで60,000匹の家畜を得たが、肝心のムハンマドは取り逃がした。ムハンマドは仲間と共にオロモ人の一族アルシ・オロモ (Arsi Oromo) が支配するエチオピアの地に逃げ込んだ。

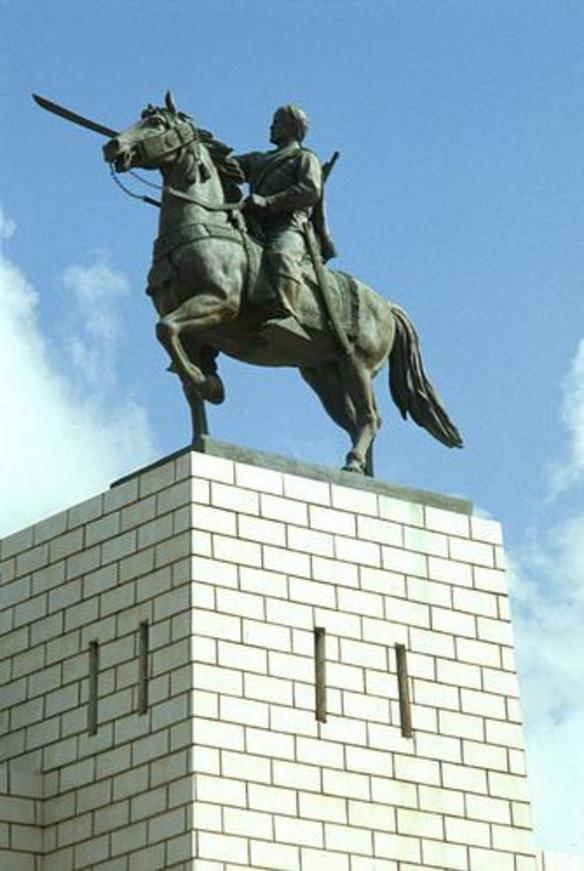
ソマリアの首都モガディシュにあるサイイド・ムハンマド像
1991年に撤去されたが2005年に再度設置されている。

1920年12月21日、ムハンマドは64歳で病死した。ムハンマドの死により反乱は終結した。

## 映画など
1983年、ソマリア初の国産映画としてムハンマドが主人公の『気狂いマラー』が作られている。